# Åke Berglund
Åke Erik Berglund, född 3 februari 1898 i Sankt Nikolai församling, Stockholms stad, död 27 november 1976, Västerleds församling, Stockholms län, var läkare och amanuens vid Karolinska institutet, grundare av pronazistiska Samfundet Manhem och medlem av ett flertal liknande högernationella och nazistiska föreningar som Svensk Opposition, Lindholmarnas Svensk Socialistisk Samling och Riksföreningen Sverige-Tyskland. Berglund var också på 1960-talet med vid uppstarten av Kristen Demokratisk Samling (KDS).
Berglund gifte sig 1923 med Aina Maria Palmgren (1899-1954) och tillsammans fick de en dotter 1928. Vid slutet av 1920-talet var Berglund ordförande för Sveriges Yngre Läkares Förening. I början av 1930-talet propagerade han för införandet av en centraliserad medicin- och rashygienisk upplysningsverksamhet efter tysk förebild och blev 1933 av Sveriges läkarförbund tillsatt i en kommitté för att utreda saken. Under andra världskriget hade han ett omfattande utbyte med tyska rasbiologiska forskare. År 1939 var han med och propagerade för att Sverige skulle förbjuda invandring av judiska läkare och 1940 deltog han som representant för Svensk socialistisk samling i ett möte för att försöka ena de "nationella" rörelserna i Sverige. Som del av fullmäktige för Läkarförbundet bidrog han till organisationens vid tiden antisemitiska hållning. Redan 1937 hade han gett ut boken Den skandalösa Katzutnämningen. Bidrag till historien om den svenska kulturens judaisering där han angrepp judarna, i synnerhet psykologen David Katz som tilldelats en professur vid Stockholms högskola. Samma år gav han även ut boken Hitlers Tyskland : några intryck från en studieresa hösten 1937. Hans avhandling vid Karolinska institutet underkändes på grund av ovetenskapliga rasteorier.
Efter kriget hjälpte Berglund SS-medlemmar som flytt till Sverige att ta bort sina karaktäristiska blodgruppstatueringar.